# خوش‌بینی افراطی
خوش‌بینی افراطی (انگلیسی: Radical Optimism) سومین آلبوم استودیویی خواننده انگلیسی-آلبانیایی دوآ لیپا است. این آلبوم در ۳ مه ۲۰۲۴ توسط وارنر رکوردز منتشر شد. لیپا اولین آلبوم استودیویی کامل خود را در چهار سال پس از «نوستالژی آینده» (۲۰۲۰)، روی «خوشبینی افراطی» با تهیه‌کنندگانی مانند کوین پارکر، دنی ال هارل، ایان کرک‌پاتریک و اندرو ویات کار کرد. قبل از این آلبوم سه تک‌آهنگ «هودینی، «فصل تمرین» و «اوهام» بود، که همگی در بین ده‌‌تا آهنگ برتر جدول تک‌آهنگ‌های بریتانیا و پانزده آهنگ برتر ۲۰۰ آهنگ جهانی بیلبورد به اوج رسیدند.
پس از انتشار، "خوش بینی افراطی" به طور کلی نقدهای مثبتی از منتقدان دریافت کرد. برخی از منتقدان نئو-سایکدلیا آن را ستایش کردند، در حالی که دیگران این آلبوم را ضعیف می دانستند و در مقایسه با نوستالژی آینده آن را ناچیز و ناکافی میدانستند. در بریتانیا، این آلبوم در صدر جدول آلبوم‌های بریتانیا قرار گرفت و و بزرگترین هفته افتتاحیه یک زن بریتانیایی در سه سال اخیر را به دست آورد. در ایالات متحده، این آلبوم بالاترین فروش هفته اول لیپا را به خود اختصاص داد و در بیلبورد ۲۰۰ به بالاترین چارتینگ آلبوم او تبدیل شد. «خوش‌بینی افراطی» توسط تور خوش‌بینی افراطی که در نوامبر ۲۰۲۴ آغاز شد، پشتیبانی می‌شود.

## پس‌زمینه
دومین آلبوم استودیویی دوآ لیپا، "نوستالژی آینده" در مارس ۲۰۲۰ منتشر شد که با استقبال گسترده روبرو شد. به عنوان یک عامل مهم در احیای موسیقی دیسکو و دنس پاپ در این دهه، این ظبط چندین تک آهنگ از جمله "حالا شروع نکن" را به همراه داشت. و شناور دارای گواهی‌نامه انجمن صنعت ضبط آمریکا است. این آلبوم برنده جایزه بهترین آلبوم آواز پاپ و آلبوم سال بریتانیا به ترتیب در مراسم های جوایز گرمی و جوایز بریت در سال ۲۰۲۱ شد. «نوستالژی آینده» با  آلبوم ریمیکس و انتشار مجدد جایگزین شد.  لیپا تور همنام خود را آغاز کرد که شامل ۹۱ نمایش در سراسر آمریکا، اروپا و اقیانوسیه از فوریه تا نوامبر ۲۰۲۲ بود.
در سال ۲۰۲۳، لیپا فاش کرد که سومین آلبوم استودیویی‌اش در سال ۲۰۲۴ با صدای جدیدی منتشر می‌شود که او را از فضای دیسکوی «نوستالژی آینده» دور می‌کند. در عوض بیشتر از دوران دهه ۱۹۷۰ موسیقی سایکودلیا را در بر می گیرد. او پس از پاک کردن همه پست‌های اینستاگرام خود در اکتبر ۲۰۲۳، از طریق عکسی از خود با عنوان «دلتون برام تنگ شده؟» فاش کرد موهایش را قرمز رنگ کرده است. در انتظار موسیقی جدید، لیپا تصاویری را با کپشن‌های مرموز در شبکه های اجتماعی خود منتشر کرد و به طور موقت کاور آلبوم های قبلی خود را با نسخه های کلایدوسکوپیک در سرویس های پخش جایگزین کرد. در داستان جلد فوریه ۲۰۲۴ "رولینگ استون"، لیپا آلبوم آتی خود را به عنوان "ادای احترام روانی-پاپ به فرهنگ ریو بریتانیا" توصیف کرد.
لیپا سومین آلبوم استودیویی خود را با عنوان "خوش بینی افراطی" و تاریخ انتشار آن را از طریق پخش زنده اینستاگرام در ۱۳ مارس ۲۰۲۴ اعلام کرد. این آلبوم اولین تلاش استودیویی او در چهار سال بعد از "نوستالژی آینده" است.

## ترانه و اشعار
خوش بینی افراطی یک آلبوم دنس پاپ، نئو-سایکدلیا, الکتروپاپ, و یوروپاپ است. این «به شادی و خوشبختی محض ضربه زدن» از وضوح در موقعیت‌ها، از جمله «خداحافظی سخت و شروع‌های آسیب‌پذیر» کمک می‌کند که در نهایت در نتیجه انتخاب خوش‌بینی و لطف برای پیمایش «در هرج و مرج» به نقاط عطفی تبدیل شدند. این آلبوم از "انرژی [شهر زادگاه لیپا] لندن، و خامی، صداقت، اعتماد به نفس و آزادی دهه ۹۰ بریت پاپ" الهام گرفته شده است. در یک بیانیه مطبوعاتی، او تمایل خود را برای "تسخیر جوهر جوانی و آزادی و تفریح" با این رکورد ابراز کرد. مفهوم خوش بینی افراطی چند سال قبل توسط یکی از دوستانش به او معرفی شد، که با او طنین انداز شد و به او اجازه داد تا به زندگی اش «بافته شود». لیپا با الهام از این اصطلاح، خود را در حال انجام تحقیق در مورد تاریخچه "سایکودلیا، تریپ هاپ و بریت پاپ یافت.  این مفهوم برای خواننده احساس "با اعتماد به نفس خوشبینانه" بود که او به دنبال آن در جلسات ضبط خود بود.

## انتشار
خوش‌بینی افراطی در ۳ مه ۲۰۲۴ توسط وارنر رکوردز منتشر شد. پیش فروش‌های این آلبوم در ۱۳ مارس ۲۰۲۴ آغاز شد.

### بازاریابی
لیپا از فهرست قطعات این آلبوم در ۱۳ مارس ۲۰۲۴ رونمایی کرد.

## فهرست قطعات
| خوشبینی افراطی – نسخه‌ی استاندارد | خوشبینی افراطی – نسخه‌ی استاندارد | خوشبینی افراطی – نسخه‌ی استاندارد                                                                                            | خوشبینی افراطی – نسخه‌ی استاندارد         | خوشبینی افراطی – نسخه‌ی استاندارد |
| شماره                            | نام                              | نویسنده(ها) | تهیه‌کننده(ها)                            | مدت                              |
| -------------------------------- | -------------------------------- | --- | ---------------------------------------- | -------------------------------- |
| ۱.                               | «پایان یک دوران»                 | دوآ لیپا کوین پارکر دنی ال هارل کرولاین ایلین توبیاس جسو جونیور                                                             | پارکر هارل کامرون گوور پول [v] ایلین [v] | ۳:۱۶                             |
| ۲.                               | «هودینی»                         | لیپا پارکر هارل ایلین جسو                                                                                                   | پارکر هارل پول [v] ایلین [v]             | ۳:۰۶                             |
| ۳.                               | «فصل تمرین»                      | لیپا پارکر هارل ایلین جسو نیک گیل [s] مارتینا سوربارا [s] شون فرنک [s] یاکوف گروزمن [s] استیو فرانسیس ریچارد ماسترویانی [s] | پارکر هارل [a] پول [v] ایلین [v]         | ۳:۲۹                             |
| ۴.                               | «این دیوار‌ها»                    | لیپا اندرو ویات هارل بیلی والش ایلین                                                                                        | ویات هارل پول [v]                        | ۳:۳۸                             |
| ۵.                               | «نگاه کن داری چیکار می‌کنی»       | لیپا پارکر هارل ایلین علی تمپوسی                                                                                            | پارکر هارل [a] پول [v]                   | ۳:۱۸                             |
| ۶.                               | «خروج فرانسوی»                   | لیپا پارکر هارل ایلین جسو                                                                                                   | پارکر هارل پول [v]                       | ۳:۲۱                             |
| ۷.                               | «اوهام»                          | لیپا پارکر هارل ایلین جسو                                                                                                   | پارکر هارل پول [v] ایلین [v]             | ۳:۰۸                             |
| ۸.                               | «سقوط تا ابد»                    | لیپا ایلن کرک‌پاتریک هارل امیلی وارن تمپوسی ایلین                                                                            | کرک‌پاتریک هارل [a] پول [v]               | ۳:۴۳                             |
| ۹.                               | «هرچیزی برای عشق»                | لیپا کرک‌پاتریک هارل جسو جولیا مایکلز ایلین                                                                                  | کرک‌پاتریک هارل [a] پول [v]               | ۲:۲۲                             |
| ۱۰.                              | «ماریا»                          | لیپا ویات هارل مایکلز ایلین                                                                                                 | ویات هارل پول [v]                        | ۴:۰۸                             |
| ۱۱.                              | «خوشحال برای تو»                 | لیپا پارکر هارل ایلین جسو                                                                                                   | پارکر هارل پول [v]                       | ۴:۰۶                             |
| مجموع مدت:                       | مجموع مدت:                       | مجموع مدت: | مجموع مدت:                               | ۳۶:۳۵                            |

یادداشت‌ها
- ^[a]  به معنای تولید‌کننده اضافی است.
- ^[v]  به معنای تولید‌کننده آواز است.
- ^[s]  نشان دهنده نویسندگانی است که به دلیل نمونه ای از "شب های توکیو" توسط حیوانات مزرعه دیجیتال، شون فرنک و دراگونت اضافه شده است.